# Dubno (Rimavská Sobota)
Dubno es un municipio del distrito de Rimavská Sobota en la región de Banská Bystrica, Eslovaquia, con una población estimada a final del año 2024 de 140 habitantes.
Se encuentra ubicado al este de la región, en la cuenca hidrográfica del río Sajó —un afluente derecho del río Tisza— y cerca de la frontera con la región de Košice y con Hungría.

## Demografía
| Año        | 1994 | 2004     | 2014     | 2024     |
| ---------- | ---- | -------- | -------- | -------- |
| Población  | 164  | 138      | 170      | 140      |
| Diferencia |      | −15,85 % | +23,18 % | −17,64 % |

| Año        | 2023 | 2024    |
| ---------- | ---- | ------- |
| Población  | 148  | 140     |
| Diferencia |      | −5,40 % |